# Robert Brazile
Pro Football Hall of Fame 2018
(en) Statistiques sur pro-football-reference
Robert Lorenzo Brazile Jr (né le 7 février 1953 à Mobile) est un joueur américain de football américain.

## Carrière

### Université
Brazile étudie à l'université d'État de Jackson. Il joue, par la même occasion, avec l'équipe de l'établissement, les Tigers.

### Professionnel
Robert Brazile est sélectionné au premier tour du draft de la NFL de 1975 par les Oilers de Houston au sixième choix. Dès son arrivée en NFL, il obtient un certain succès, désigné comme le rookie défensif de l'année 1975. La saison suivante, il obtient sa première sélection au Pro Bowl et sa première nomination dans l'équipe de la saison. En 1978 et 1979, il est un des piliers des Oilers, qui arrive jusqu'au match de la conférence AFC.
Après le départ de l'entraîneur Bum Phillips, Houston entre dans une phase difficile. En 1984, la première femme de Brazile meurt dans un accident de voiture à Houston. Juste après l'incident, il annonce sa retraite sportive.
Robert arrête avec 1281 tacles au compteur, soit le deuxième plus grand nombre de tacle pour un joueur des Houston Oilers qui deviendront plus tard les Titans du Tennessee.

## Après le football
Brazile entraîne avec son ancien coéquipier Ken Burrough, des équipes évoluant dans des ligues mineures, basé à Mobile dans l'Alabama. En 2004, il subit un quadruple pompage au cœur. Après cette opération, il devient enseignant au niveau Middle-School (en France : collège).
En 2007, il est introduit au temple de la renommée du sport de Bancort Mississippi.